# Lophostoma yasuni
Lophostoma yasuni is een vleermuis uit het geslacht Lophostoma die bekend is van het Yasuní Research Station (00°30'Z 75°55'W, 220 m hoogte) in het Nationaal Park Yasuní, waar de soort naar genoemd is, in de provincie Orellana van Ecuador. Er is één exemplaar bekend, dat veel van de tanden en delen van de schedel mist.

## Natuurlijke historie
Het enige bekende exemplaar is gevangen in laaglandregenwoud. Daar kwamen de volgende andere vleermuizen voor: Saccopteryx leptura, Carollia brevicauda, Carollia castanea, Carollia perspicillata, Artibeus glaucus, Lophostoma silvicolum, Micronycteris hirsuta, Micronycteris megalotis, Micronycteris minuta, Mimon crenulatum, Phyllostomus elongatus, de grote lansneusvleermuis (Phyllostomus hastatus), Rhinophylla pumilio, Tonatia saurophila, de prieelvleermuis (Uroderma bilobatum), Platyrrhinus caraccioli, Vampyressa thyone en de driekleurhechtschijfvleermuis (Thyroptera tricolor).

## Kenmerken
L. yasuni is een middelgrote Lophostoma-soort, met een voorarm van 44 mm. De schedel is 26 mm lang. De rug, vleugels en oren zijn zeer donkerbruin, de buik wit. De vlek achter de oren ontbreekt. De duim is harig.